# Martigny (Manche)
Martigny – miejscowość i dawna gmina we Francji, w regionie Normandia, w departamencie Manche. W 2013 roku jej populacja wynosiła 294 mieszkańców. 
W dniu 1 stycznia 2016 roku z połączenia czterech ówczesnych gmin – Chèvreville, Martigny, Milly oraz Parigny – utworzono nową gminę Grandparigny. Siedzibą gminy została miejscowość Parigny. 